# Best Kept Secret (album de Jennifer Paige)
Pour les articles homonymes, voir Best Kept Secret.
Albums de Jennifer Paige
Flowers The Hits Collection
(2003) Holiday
(2012)
Singles
1. Wasted
Sortie : 23 mars 2008
2. Underestimated
Sortie : 5 mai 2008
3. Ta voix (Lââm & Jennifer Paige)
Sortie : 15 décembre 2008
4. Beautiful Lie (Jennifer Paige & Nick Carter)
Sortie : 29 octobre 2009

Best Kept Secret est le troisième album de Jennifer Paige sorti le 25 avril 2008. Étant un succès, il bénéficie d'une ré-édition sortie le 20 novembre 2009.

## Singles
Le 1er single Wasted obtient un impact immédiat en Italie.
Le titre Underestimated a été remixé par Peter Ries, compositeur de la version originale et sortit en single. Elle atteint son meilleur score aux Pays-Bas en s'érigeant à la 26e place des classements. Cependant, le remix de Peter Ries, n'est pas inclus dans l'opus. Le vidéoclip est tourné à Marseille.
Le titre The Calling a été enregistré en 2006 et officie de bande originale du téléfilm Pour sauver ma fille. Ce titre fut également réadapté et co-interprété en français sous le nom de Ta voix, en duo avec Lââm. Cette version fut alors co-utilisée comme premier single extrait du Best Of de Lââm : On A Tous Quelque Chose De Lââm, sortit en 2008 et troisième extrait de l'album Best Kept Secret de Jennifer Paige. Le vidéoclip de la chanson fut tourné à Paris et réalisé par Jean-Baptiste Erreca. Cependant cette adaptation bilingue n'est pas incluse dans la réédition de l'opus.
Beautiful Lie est le quatrième extrait de l'album, en duo avec Nick Carter. Le titre atteint la 19e meilleure place en Allemagne.
Le titre Crush, single à succès international qui a lancé la carrière de Jennifer, est réadapté en français puis remixé par DJ Kore, producteurs des compilations Raï'n'B Fever.

## Liste des pistes
1. Feel The Love (Paige, Moring) – 3:35
2. Best Kept Secret (Paige, Bjorklund, Robinson) - 3:03
3. The Calling (Paige, Landon) - 4:08
4. Here In The Sun (Paige, Beiden) - 4:31
5. Sugarcoasted (Paige, Beiden) - 3:27
6. Broken Things (Miller) - 3:54
7. Underestimated (Paige, Ries) - 3:47
8. Bloom (Paige, Beiden) - 3:50
9. I Do (Paige, Booker) - 3:30
10. Downpoor (Paige, Jay, Pederson) - 4:22
11. Wasted (Hawkes, Thoresen) - 3:36
12. Be Free (Paige, Moring, Von Schlieffen) - 3:27
13. Mercy (Paige, Kadish, Stenzel) - 4:09

## Deluxe Édition (20-11-2009)
1. Beautiful Lie (en duo avec Nick Carter) (Paige, Carter, Falk) – 3:21
2. Feel The Love (Paige, Moring) – 3:35
3. Best Kept Secret (Paige, Bjorklund, Robinson) - 3:03
4. The Calling (Paige, Landon) - 4:08
5. Here In The Sun (Paige, Beiden) - 4:31
6. Sugarcoasted (Paige, Beiden) - 3:27
7. Broken Things (Miller) - 3:54
8. Underestimated (Paige, Ries) - 3:47
9. Bloom (Paige, Beiden) - 3:50
10. I Do (Paige, Booker) - 3:30
11. Downpoor (Paige, Jay, Pederson) - 4:22
12. Wasted (Hawkes, Thoresen) - 3:36
13. Be Free (Paige, Moring, Von Schlieffen) - 3:27
14. Crush (2009 Remix By DJ Kore) (Goldmark, Mueller, Cosgrove, Clark, Montier) - 3:24
15. Mercy (Paige, Kadish, Stenzel) - 4:09